# François de Caulet
Pour les articles homonymes, voir Caulet.
François Étienne de Caulet (19 mai 1610 à Toulouse – 7 août 1680 à Pamiers) est un évêque janséniste de l'Ancien Régime. 

## Biographie

### Origine et formation
François de Caulet naît à Toulouse. Il est le fils de Georges, président des trésoriers de France, et de Marguerite de Garaud, fille d'un président au parlement de Toulouse. Il commence ses études auprès d'un précepteur, avant de les poursuivre au collège des Jésuites de Toulouse, puis au collège de La Flèche, pour les terminer à Paris, au collège de Laon avec un doctorat de droit canon. Il est pourvu en commende de l'abbaye Saint-Volusien, à Foix, en 1627.
Il semble tenté par une carrière séculière, mais il rencontre Charles de Condren, responsable de l'oratoire supérieur, qui l'incite à rejoindre le séminaire Saint-Magloire. Il est ordonné prêtre vers 1636 et rejoint Jean-Jacques Olier pour la fondation du séminaire de Vaugirard et la Compagnie des prêtres de Saint-Sulpice. Lorsque Jean-Jacques Olier accepte la paroisse de Saint-Sulpice à Paris, François de Caulet prend pratiquement la tête du séminaire. À la fin de la décennie 1630 et au début de celle de 1640, il participe également à des missions en pays rural.

### Un évêque actif

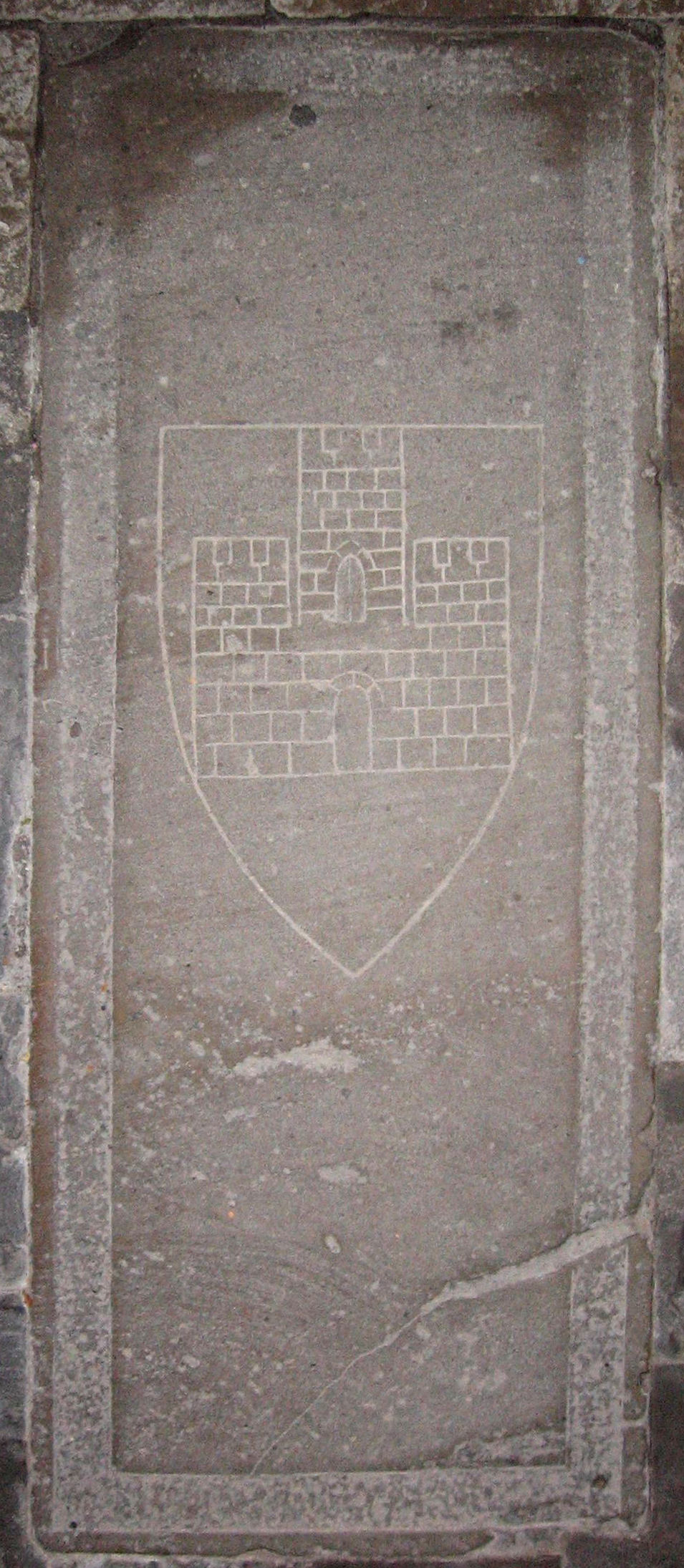
Tombe de François de Caulet, en la cathédrale de Pamiers. Le château de Pamiers, aujourd'hui rasé, y est gravé.

À la suite de la suggestion de Vincent de Paul, Louis XIV le nomme évêque de Pamiers en 1644, poste qu'il honore jusqu'à sa mort, en 1680. Il se lance avec zèle dans la réforme du clergé. Il tient des synodes destinés à discuter des devoirs moraux des prêtres et de la doctrine, s'appesantit sur le clergé paroissial en le formant après avoir créé la maison de récollection à Sabart (Tarascon-sur-Ariège), fonde des écoles dont une est spécialement destinée à la formation des enseignants. Il sanctionne également les manquements et traque les entorses aux lois de l'Église chez les fidèles. De plus, il effectue la visite annuelle de son diocèse, stimulant l'agrandissement des églises (qu'il visite dans leur totalité) et le développement de l'ornementation en conformité avec le concile de Trente, continuant ainsi l'œuvre de son prédécesseur Henri de Sponde. De même, il fait relever la Cathédrale Saint-Antonin de Pamiers, ruinée par les guerres de religion.
L'action de François de Caulet ne manque cependant pas de soulever l'opposition. Les chapitres de Foix et de Pamiers, qu'il essaie de réformer avec rigueur, se révoltent ouvertement. Sa proximité avec les cercles jansénistes lui attire la défiance du pouvoir. Il est contraint de se soumettre par des brefs du pape Alexandre VII, lequel lutte contre les jansénistes, et des ordonnances de Louis XIV. Trahi par son entourage, spolié par le roi, il fait appel au pape Innocent XI, élu en 1676, qui publie plusieurs brefs louant son courage et sa loyauté envers l'Église. Le dernier de ces brefs, daté du 17 juillet 1680, parvient à Pamiers juste après la mort de François de Caulet. Par humilité, il se fait ensevelir dans la cathédrale, encore en travaux, non pas dans le chœur mais dans la nef.

## Le jansénisme
Janséniste et adversaire résolu de la réception de la bulle Cum occasione janséniste, il résiste avec son ami Nicolas Pavillon, évêque d'Alet. Admirateur d'Antoine Arnauld, il laisse un grand nombre d'ordonnances épiscopales, de statut synodaux ou de mémoires. Deux traités sur la régale ont été publiés sous son nom en 1680 et 1681.

### Affaire de la régale
En février 1673, Louis XIV, en recherche de fonds nouveaux, tenta d'étendre le droit de régale (c'est-à-dire le droit qu'avaient les rois de France de toucher les revenus des évêchés vacants et d'y faire les nominations ecclésiastiques selon leur bon vouloir) à tous les évêchés de France. Monseigneur Caulet résista et refusa l'extension de ce droit de régale aux évêchés du Midi. On notera également des différends avec l'archevêque de Toulouse, Joseph de Montpezat de Carbon, dont il dépendait. Avec son vicaire général, Jean Cerle, et avec l'appui du pape, il s'oppose en effet à la présence de chanoines régalistes, ce qui provoque un schisme qui va durer treize ans entre son évêché et l'archevêché de Toulouse.

### La Déclaration des quatre articles
Louis XIV convoque en 1682 une assemblée du clergé du royaume de France qui rédige la Déclaration des quatre articles, véritable manifeste de l'Église gallicane rédigé largement sous l'égide de Bossuet, qui fixe jusqu'à la fin de l'Ancien Régime la doctrine des libertés de l'Église gallicane. 
François de Caulet est l'un des deux évêques, avec celui d'Alet, Nicolas Pavillon, qui s'opposent à la politique gallicane de Louis XIV. Ces deux évêques semblaient d’obédience janséniste, mais dans ce contexte précis, il y a eu convergence d'intérêt avec Rome, ce qui fait de Caulet et, après la mort de celui-ci en 1680, de son vicaire Antoine Charlas, des ultramontains avant la lettre.